# Lissonota tegularis
Lissonota tegularis är en stekelart som först beskrevs av Cresson 1870.  I den svenska databasen Dyntaxa används istället namnet Lissonota rufipes. Lissonota tegularis ingår i släktet Lissonota och familjen brokparasitsteklar. Arten är reproducerande i Sverige. Utöver nominatformen finns också underarten L. t. schmidi.